# 1580年
| 千纪： | 2千纪 |
| 世纪： | 15世纪 \| 16世纪 \| 17世纪                                                                                 |
| 年代： | 1550年代 \| 1560年代 \| 1570年代 \| 1580年代 \| 1590年代 \| 1600年代 \| 1610年代                           |
| 年份： | 1575年 \| 1576年 \| 1577年 \| 1578年 \| 1579年 \| 1580年 \| 1581年 \| 1582年 \| 1583年 \| 1584年 \| 1585年 |
| 纪年： | 庚辰年（龙年）；明万历八年；越南莫朝延成三年，后黎朝光興三年；日本天正八年                                 |

## 大事记
- 1月，羽柴秀吉採用斷糧戰術迫使三木城開城投降，結束三木合戰。
- 7月12日－出版奧斯特洛聖經，為首部以斯拉夫語完成的聖經。
- 8月－花隈城之戰，荒木村重被織田家將領池田恆興打敗，失去在攝津國的勢力並逃往依賴毛利氏。
- 9月10日－由於和毛利家連接的海上糧道被織田水軍所斷，顯如透過朝廷調停，接受「撤離石山本願寺」和談條件遷往紀伊國，石山合戰結束，但顯如的長男教如佔據石山繼續抵抗，顯如改立三男准如為嫡子。
- 9月26日－法蘭西斯·德瑞克爵士完成環球航海的探險，回到英國。
- 10月，武田氏遠江國高天神城（静岡縣掛川市）遭到德川家康包圍，爆發高天神城之戰。
- 俺答汗建成大召，成為當時蒙古地區地位最高的藏傳佛教寺廟，萬曆皇帝賜名「弘慈寺」。
- 北條氏康將家督讓渡給北條氏直，但是仍然控制家中大權。
- 統率尾張南部的佐久間信盛和西美濃三人眾之一的安藤守就被織田信長流放。
- 葡萄牙國王亨利駕崩，導致王室血脈斷絕，爆發葡萄牙王位繼承戰爭。西班牙派兵兼併葡萄牙，使之成為西班牙王國的一部分而成立伊比利聯盟，直到1640年葡萄牙發生革命。
- 大村純忠將領地內的長崎獻給耶穌會。
- 奧斯曼海軍開始在印度洋襲擊葡萄牙船隻。
- 為了對抗後北條氏，甲斐國的武田勝賴和常陸國的佐竹義重達成甲佐同盟（日语：甲佐同盟）。